# Justus Jonas, o Jovem
Justus Jonas, o Jovem (1525-1567) (* Wittenberg, 3 de Dezembro de 1525 † Copenhagen, 28 de Junho de 1567) foi jurista e diplomata alemão. Formou-se em direito pela Universidade de Leipzig e em 1561 deu aulas na Universidade de Wittenberg.